# کرافت دینر

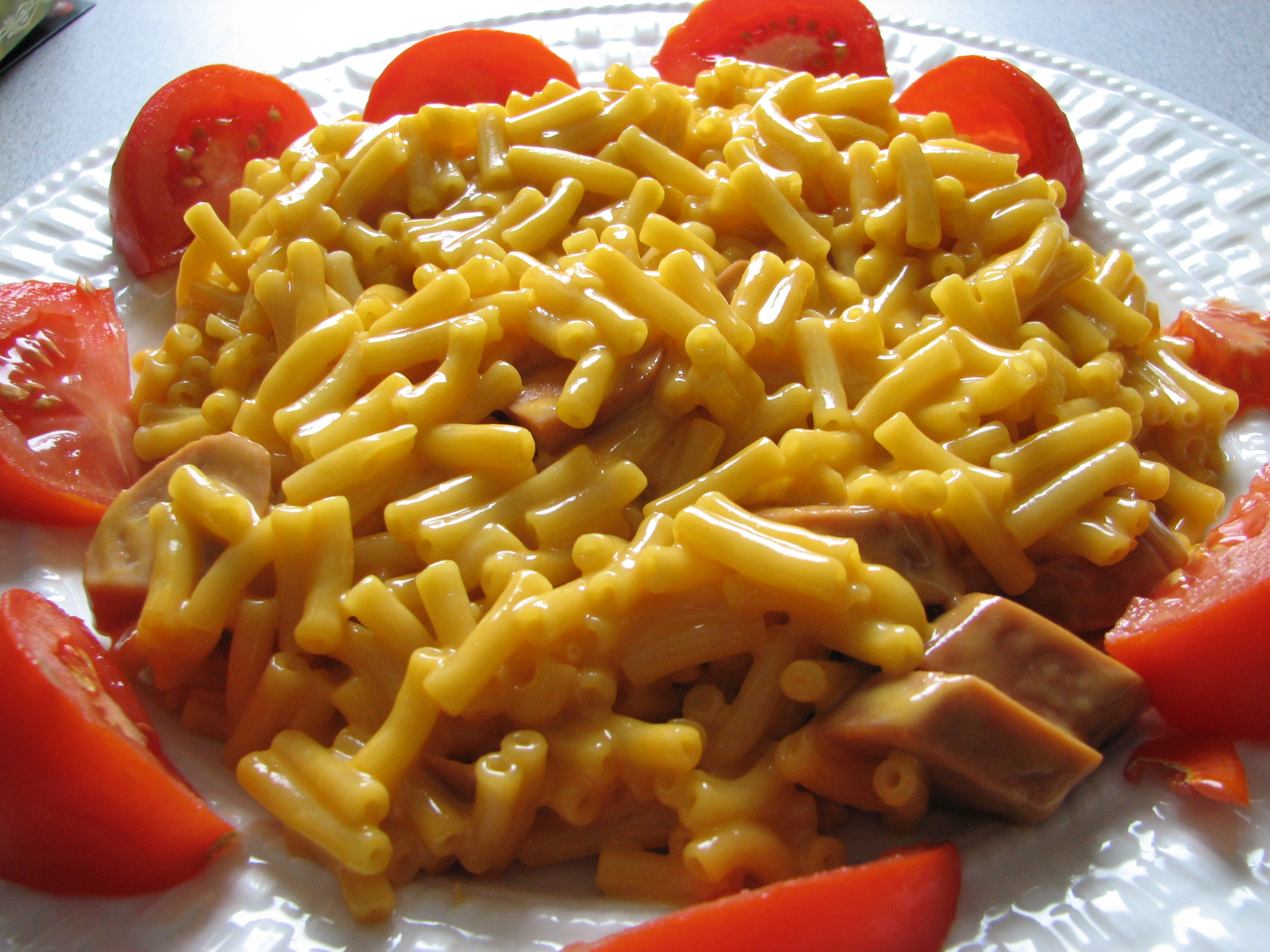
کرافت دینر

کرافت دینر (به انگلیسی: Kraft Dinner) نوعی غذای کانادایی که به صورت ماکارونی و پنیر خشک شده است و باید پخته شود. این غذا در سال ۱۹۳۷ توسط گرند لزلی که از اسکاتلند به آمریکا مهاجرت کرده بود ابداء و عرضه شد و تا کنون گونه‌های مختلفی از این محصول در بازار و جود دارد که با ماکرویو نیز پخته می‌شوند.
به علت علاقه کانادایی‌ها به این غذا، کرفت دینر در ایالات متحده نوعی نماد کانادا محسوب می‌شود.

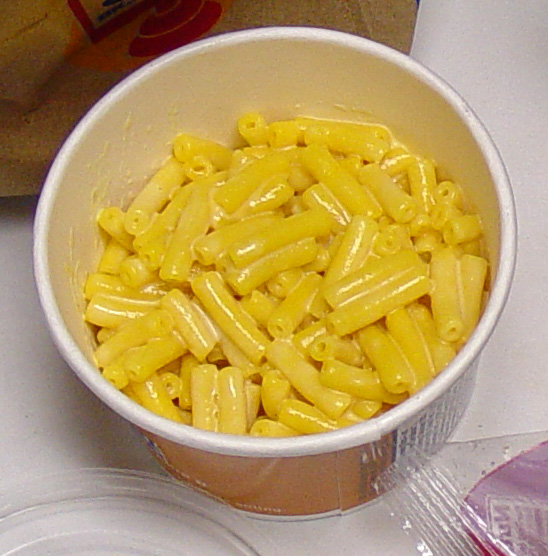
نوعی از کرفت دینر که در برگر کینگ عرضه می‌شود

## نگارخانه

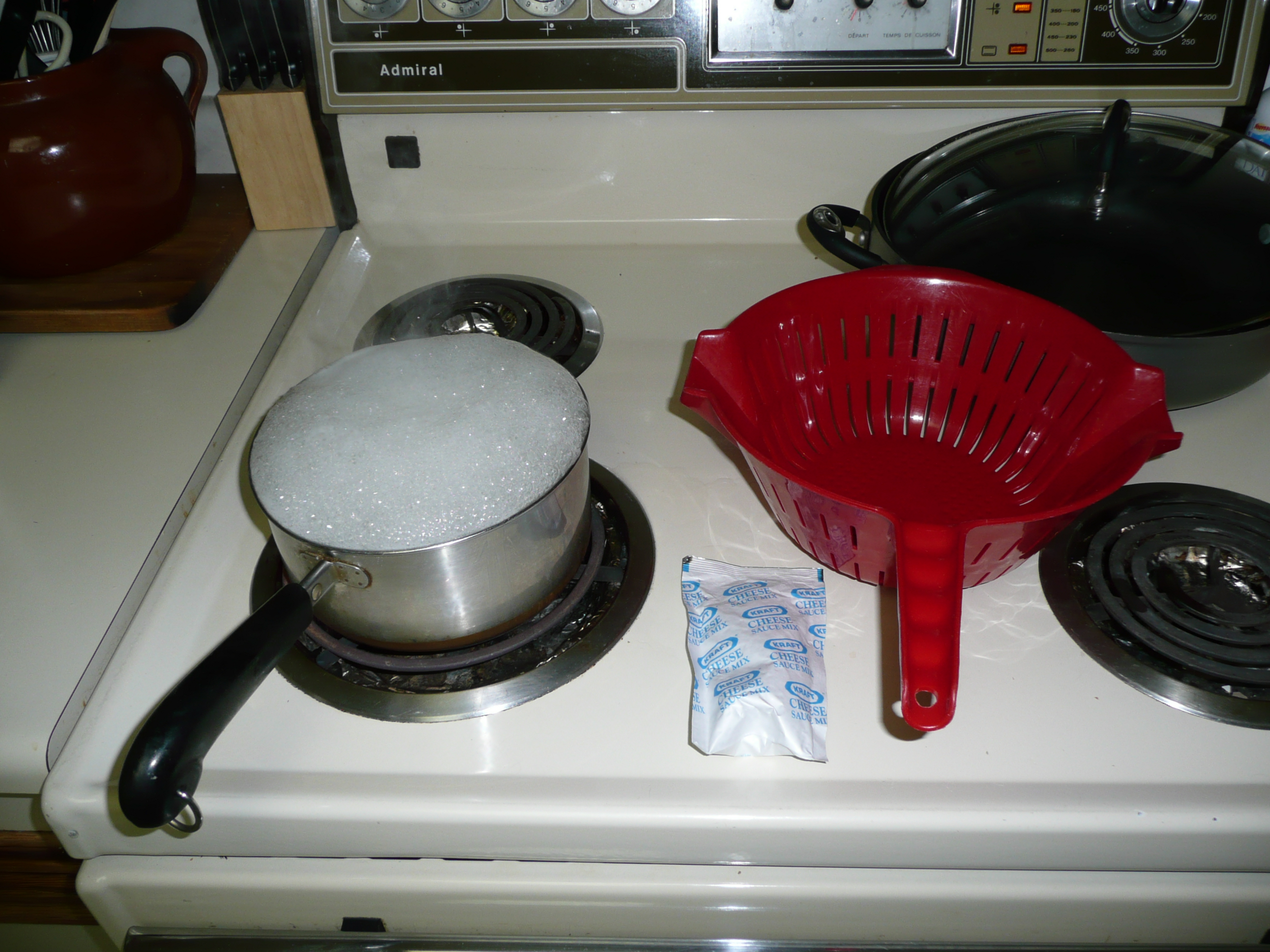
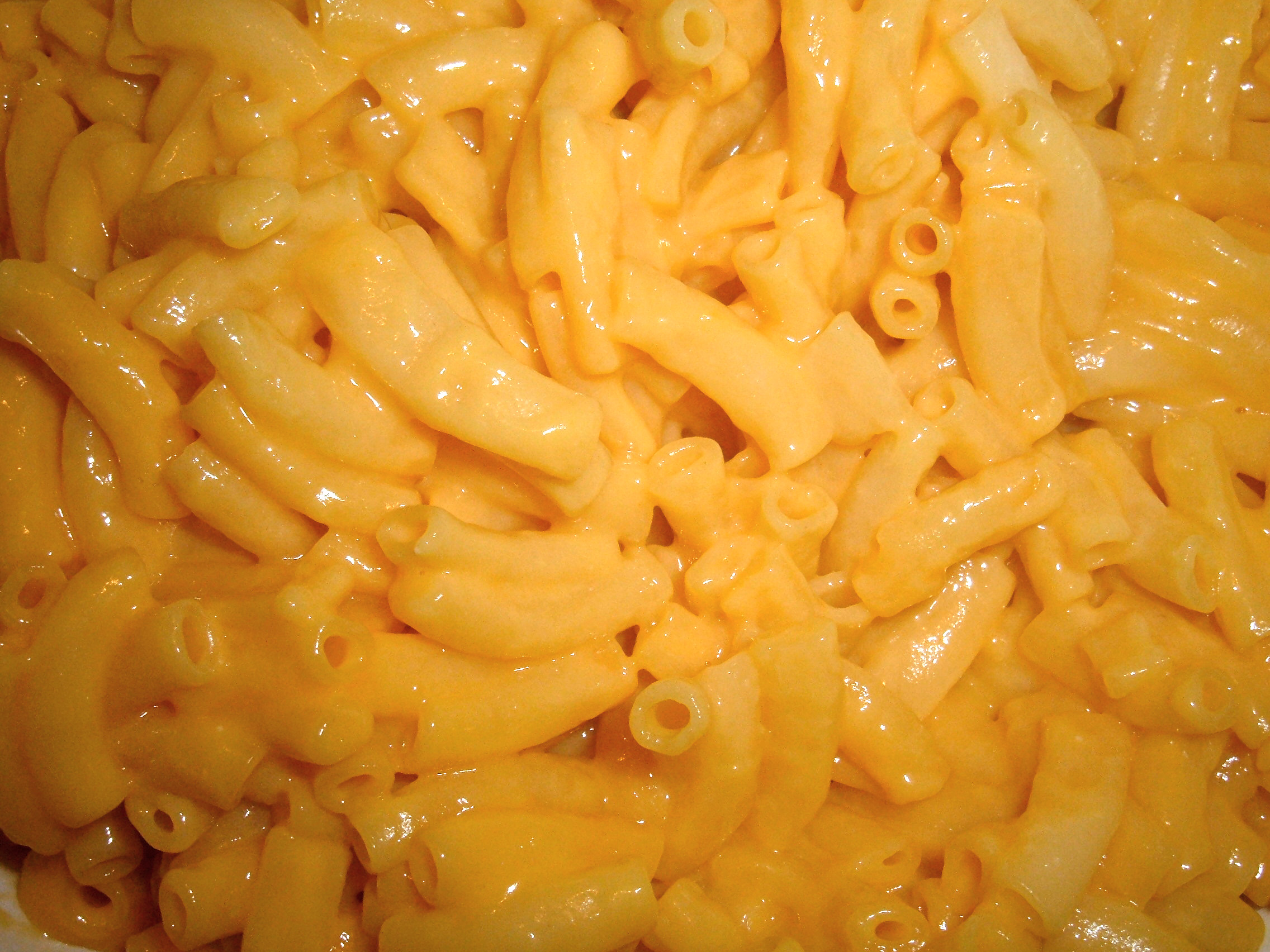